# Maravilloso Desastre
Maravilloso desastre (título original en inglés, Beautiful Disaster) es una novela romántica de la escritora estadounidense Jamie McGuire, esta también creó la saga The Maddox Brothers, quien autopublicó Maravilloso desastre y consiguió ser superventas de The New York Times y de USA Today en los Estados Unidos y el protagonista de las listas de más vendidos en las tiendas digitales del Reino Unido. 
Ha llegado a vender más de veintidós libros electrónicos sin ningún tipo de promoción. Veinticinco países se preparan ya para publicarlo.

## Sinopsis
Beautiful Disaster. Nos cuenta la historia de Abby Abernathy, una chica de dieciocho años que inicia una nueva vida en una nueva ciudad, tratando de escapar de su oscuro pasado, viaja de su ciudad natal, Wichita, con su única y mejor amiga en el mundo, America, a la Universidad Eastern, creyendo que mudarse cambiará los terribles recuerdos. Ahí conoce a Travis Maddox, también conocido como «Mad Dog» por sus peleas: Un chico alto, con tatuajes, estudiante de leyes, sexi... En definitiva es el tipo de chico que trae suspirando a todas y cada una de las chicas de la universidad, con un pasado que le pesa y con una fama de chico malo, justo la clase de persona que Abby está tratando de evitar. Cuando Travis conoce a Abby, nota de inmediato que no es como las otras chicas, se acerca a ella intentando conocerla, pero se lleva una sorpresa al ser rechazado, se hace de otras capacidades para seguir hablándole e inician una apuesta que da inicio a este maravilloso desastre. 
Walking Disaster. Travis Maddox aprendió dos cosas de su madre antes de morir. Ama duro. Pelea más duro. En Walking Disaster, la vida de Travis está llena de mujeres, juegos clandestinos y violencia. Justo cuando pensaba que era invencible, Abby Abernathy lo trae de rodillas. Cada historia tiene dos lados. En Beautiful Disaster, Abby ha contado su historia. Ahora es el momento de ver la historia a través de los ojos de Travis. 
A Beautiful Wedding. La pregunta número uno sobre Beautiful Disaster y Walking Disaster eran: «¿Dónde está la boda y la noche de bodas?». Bueno ese pequeño hecho conocido por mí: Soy terrible manteniendo secretos. Y esto pasa a ser un secreto por el cual estoy terriblemente emocionada. Así que aquí va: la nueva novela, A Beautiful Wedding, ¡será lanzada en todos los formatos! Muchas preguntas rodean a Abby y su repentina boda con Travis: ¿Por qué Abby hizo la pregunta?, ¿Qué secretos compartieron antes de la ceremonia?, ¿Dónde pasaron su noche de bodas? y ¿Quién más lo sabía... y no lo dijo?. Todos los secretos jugosos y detalles picantes de Abby y la fuga de Travis son finalmente tuyos para devorar. Los seguidores de Beautiful Disaster y Walking Disaster obtendrán sus respuestas sobre esta historia el torbellino de la boda y la noche de boda y como en todas las buenas historias, este sin duda habrá valido la pena esperar.
Beautiful Oblivion. Este libro es el primer de la saga The Maddox Brothers. Está narrado por Camille, la chica que trabajaba en el club Red Door en los anteriores libros, y cuenta su historia con el hermano de Travis, Trenton y el exnovio T. J., del cual se desconoce su verdadera identidad hasta el final del libro, al final deberá decidir si vuelve a la tensión del primer amor con T. J. o busca la felicidad con Trenton.
Beautiful Redemption. Este es el segundo de The Maddox Brothers y cuenta la historia de Liis Lindy, una agente del FBI que debe realizar un viaje de negocios con el mayor de los chicos Maddox, Thomas. Ella dejó a un lado el amor por su trabajo, el cual para ella es más importante, pero, ¿quien dijo que no se puede mezclar el amor con los negocios?.
Beautiful Sacrifice. Tercer libro de The Maddox Brothers, habla de Fallyn Fairlchild, una camarera quien tiene un oscuro secreto que constantemente la atormenta, su amigo y uno de los gemelos Maddox, Taylor se enamora de esta y le ofrece llevarla a Eakins, Illiones, el único lugar donde Fallyn logrará encontrar perdón por sus errores. Pero Taylor también tiene un secreto, y de este depende si vivirán por siempre felices o que Fallyn se aleje para siempre. 
Something Beautiful. Cuenta la historia de Shepley y América, durante un viaje a Wichita, donde deberán probar si el amor podrá seguir a pesar de los obstáculos en el camino. Este libro fue lanzado en todos los formatos en Norteamérica el 11 de agosto de 2015. 
Beautiful Burn. Es el cuarto libro de The Maddox Brothers. Este relata la emocionante y a veces un tanto volátil forma de amar de los hermanos Maddox, a través de Tyler, quien se enamora de Ellison Edson, una chica de padres ricos pero que no está acostumbrada al amor o la atención, pero los chicos Maddox siempre aman, aprenden y enseñan a amar.
A Beautiful Funeral. Perder nunca ha sido fácil para un Maddox, pero la muerte siempre gana. Once años después de fugarse a Las Vegas con Abby, el agente especial Travis Maddox hace justicia con su propia mano al jefe de la mafia Benny Carlisi. La familia del crimen más antigua de Las Vegas,  ahora se prepara para su venganza y toda la familia Maddox corre peligro. El secreto que Thomas y Travis han mantenido durante una década se dará a conocer al resto de la familia y por primera vez los Maddox pelearán entre ellos. Si bien, el perder a quien aman no es extraño para ellos, la familia ha crecido y el riesgo es más alto que nunca. Con hermanos contra hermanos y esposas eligiendo bandos, cada miembro hará una elección-dejar que el miedo les desgarran, o hacerlos más fuertes.

## Personajes
- Travis «Trav» Maddox: todo un rompecorazones, muy inteligente, aunque no lo aparente. Quien pelea en El Círculo para sustentar sus gastos y sus estudios, ahí lo apodan «Mad Dog». A pesar de ser un luchador nato, tiene muchas inseguridades, derivadas de su difícil pasado, las esconde bastante bien con una personalidad seductora, engreída e imponente ante los demás. De pelo castaño corto casi a ras. Destaca por sus tatuajes, sus ligues de una noche y la larga lista de mujeres que han pasado por su sofá. Universitario en la carrera de leyes. Perdió a su madre Diane a una edad muy temprana, solo tiene a sus hermanos y a su padre. Su cumpleaños es el 1 de abril.

- Abigail «Abby» Abernathy: Mujer decidida, fuerte, a la que le ha tocado vivir momentos muy difíciles, sobre todo con su padre. Busca escapar de su vida anterior en la que tenía que vivir con dos padres alcohólicos en Las Vegas y mucho póquer refugiándose en una nueva ciudad y adoptando una imagen de mujer simple y tranquila. Luego, en la novela, pasa a ser la primera chica con quien Travis tendrá una verdadera relación.

- America «Mare» Mason: Es la mejor amiga de Abby, escapa con ella de Las Vegas y es novia de Shepley Maddox.

- Shepley «Shep» Maddox: Primo de Travis y su mejor amigo. Novio de America, amiga de Abby. Destaca por su seriedad en los momentos cruciales.

- Parker Hayes: Chico que comienza a sentir algo por Abby. Él solo quiere darle celos a Travis y hacerlo enfurecer, se destaca por recoger la «basura de Travis», refiriéndose a las chicas con las que este se acostaba y luego trataba como se le daba la gana.

- Kara Lin: Compañera de cuarto de Abby en el Morgan Hall.

Familia Maddox
- Jim Maddox: Padre de Travis, Trenton, Tyler, Taylor y Thomas Maddox. Él es un agente del FBI y un alcohólico en recuperación.

- Diane Maddox: Es la fallecida madre de los hermanos Maddox. Ella murió de cáncer cuando Thomas tenía once años, Taylor y Tyler siete años, Tren cinco años y Travis tres años.

- Thomas James Maddox: Es el mayor de todos los hermanos Maddox, es el agente del FBI en San Diego.

- Taylor Dean Maddox: Es el segundo de los hermanos Maddox y el gemelo de Tyler, trabaja como bombero forestal en Colorado Springs.

- Tyler «Ty» Maddox: Es el tercero de los hermanos Maddox y el gemelo de Taylor, el trabaja como bombero forestal en Colorado Springs.

- Trenton «Trent» Allen Maddox: Es el cuarto de los hermanos Maddox, que trabaja como tatuador en Skin Deep.

- Jack Maddox: Es el padre de Shepley, esposo de Deana y hermano de Jim, por lo tanto es el tío de los hermanos Maddox.

Las Vegas 
- Mick Abernathy: Padre de Abby, profesional en el póquer y le enseñó a Abby como jugar.

Personajes relacionados con El Círculo"
- Adam: Presentador de los combates de Travis, quien es arrestado en el final de Walking Disaster.

- Jason Brazil: Amigo de Travis.

- Benny: Mafioso que ofrece trabajo a Travis como boxeador.